# 平教経

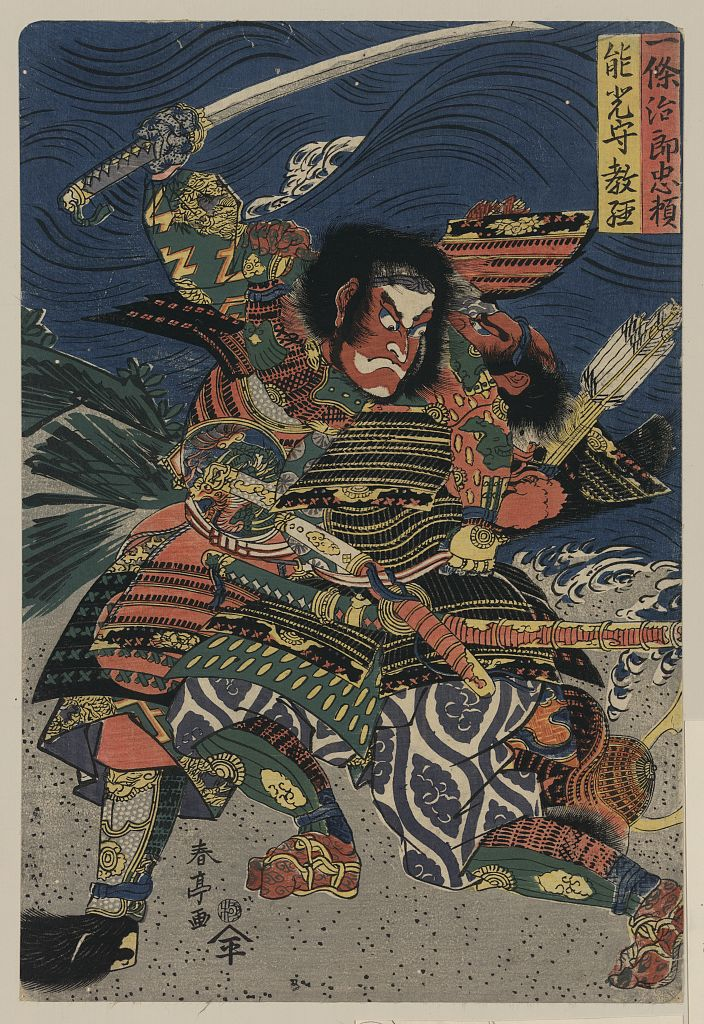
一条忠頼と戦う教経。勝川春亭画「一條治郎忠頼、能登守教経」

平 教経（たいら の のりつね）は、平安時代末期の平家一門の武将。平教盛の次男。平清盛の甥である。初名は国盛。
『平家物語』では、数々の合戦において武勲を上げ、「たびたびの合戦で一度の不覚も取ったことはない」「王城一の強弓精兵」と言われる平家随一の猛将であり、源義経の好敵手的存在として描かれている。都落ち後、退勢にある平家の中でひとり気を吐き、水島の戦い、六ヶ度合戦、屋島の戦いで奮戦して源氏を苦しめた。最後は壇ノ浦の戦いの敗戦の中奮戦し義経をも追い詰めるがあと一歩で逃げられ、最期は源氏の武将2人を道連れに入水自殺を遂げている。
ただし、鎌倉幕府編纂書の『吾妻鏡』では教経はさほど目立たない武将で、一ノ谷の戦いで甲斐源氏の一族である安田義定の軍に討ち取られ、京都で獄門になっている。一方で、『玉葉』、『醍醐雑事記』などの別の史料では一ノ谷生存説もあり、猛将であったことを含め教経の実像については不明な点が多い。後述の通り、平家の落人として徳島県祖谷地方を開拓したのは教経であるという説さえも存在する。また四国・九州に伝わる河童の妖怪海御前は教経の妻（もしくは母親）の化身だと言われている。

## 生涯
教経の経緯は主に軍記物語の『平家物語』によって記述されている。ただし、『平家物語』は軍記物語なので、必ずしもすべてが史実とは限らない。

### 都落ち・水島の戦い
治承3年（1179年）、能登守に任官。『玉葉』の養和元年（1181年）9月11日の記事に教経が行盛とともに北陸道追討の副将軍として下向するとの伝聞がある（実際には教経は北陸の戦いには参戦していない）。
教経が『平家物語』に最初に登場するのは寿永2年（1183年）5月に倶利伽羅峠の戦い、篠原の戦いで源義仲に連敗した平家が急ぎ京の守りを固める場面で、兄の通盛とともに2000余騎を率いて宇治橋を警護している。結局、同年7月に平家は都落ちし、教経も一門とともにこれに従った。
同年閏10月、義仲は讃岐国屋島の平家の本営を攻略すべく足利義清を代官（総大将）とする軍を進発させ備中国水島で渡海の準備をさせた。平家方は大手（正面）の平知盛・重衡、搦手の通盛・教経ら率いる平氏軍を迎撃に出した。迎撃に出撃した教経らは「者ども、北国の奴ら生捕られては残念であろう、さあ味方の船を組め」と大音声をあげて、船をつなぎ合わせて板を渡して平坦にして馬とともに押し渡る戦法で攻めかかり、教経は先頭に立って奮戦、源氏方の侍大将の海野幸広を討ち取り、さらに足利義長も戦死、総大将の足利義清は自ら船を沈めて自害した。平家方は大勝した（水島の戦い）。
水島の敗戦という結果により義仲による平家追討は頓挫。これらも含めて義仲は各所の信望を失い、後白河法皇とも対立して勢力を失い、離反も相次いだ。のち寿永3年（1184年）正月に鎌倉の源頼朝が派遣した範頼・義経によって滅ぼされた。

### 六ヶ度合戦
寿永2年（1183年）、源氏同士の抗争の間に平家は摂津国福原まで再進出したが、西国各地では平家に叛く動きが起きていた。平家の足もとの四国でも阿波国、讃岐国の在庁官人が源氏に通じ、備前国下津井にいた教盛、通盛、教経父子の陣へ兵船10余艘で攻めかかった。教経は「契りをたがえるとは許せん、一人残らず討ち取れ」と小舟10艘を率いて出撃して打ち破った。
四国の者たちは淡路島へ逃れ、この地の源氏である源義嗣（源頼仲の子）、義久（源頼賢の子）を大将に城を構えて対抗しようとしたが、平家は教経らがこれを攻め、義嗣を討ち取り、義久を生け捕り、叛いた130余人を斬首した。
伊予国の河野通信が源氏に寝返ったとの噂があり、平家は通盛・教経兄弟にこれを討たせようとしたが、通信は安芸国の沼田次郎と合流して沼田城に立て篭もった。教経らは屋島を発して沼田城を攻め、沼田次郎は降参した。河野通信は伊予へ逃れた。
淡路国の住人安摩忠景が叛き大船2艘に兵糧と武具を積んで京へ向かったので、教経は小舟10艘で追撃して撃破し、忠景は和泉国へ逃げ延びた。
紀伊国の住人園辺忠康が安摩忠景に合流して助けたが、教経はこれも打ち破り、200余人を斬り、忠康と忠景は京へ逃亡した。
河野通信が豊後国住人臼杵惟隆・緒方惟義兄弟と合流して2000余人で備前国へ渡り今木城に籠城した。教経は2000余騎でこれを包囲し、更に福原から援兵数千騎を得て攻め落とし、臼杵、緒方、河野は逃亡した。
これら一連の戦いを合わせて「六ヶ度合戦」という。このように、教経は退勢の平家を支えるべく転戦した。

### 一ノ谷の戦い・討死?
寿永3年（1184年）2月4日、義仲を滅ぼした範頼・義経が福原攻略に進発した。平家は福原周辺に防御陣を敷き、教経は兄の通盛とともに山の手を守った。通盛が妻を呼び寄せて別れを惜しもうとすると、教経は「ここはこの教経が差し向けられる程の最も危険な戦場ですぞ。そのような心がけでは、ものの役に立ちますまいに」とたしなめている。
結局、2月7日に行われたこの一ノ谷の戦いで平家は致命的な大敗を喫して、一門の多くを失った。兄の通盛と弟の業盛はここで討ち死にしている。『吾妻鏡』では、教経もこの戦いで安田義定の軍に討たれたとあり、同月13日に討ち取られた他の一門の首とともに京で獄門にされたとある。
ところが、『玉葉』には晒し首になった者たちのうちで教経については生存の風聞がある事を示す記述があり、『醍醐雑事記』などは壇ノ浦の戦いで自害したとしている。一方で、『吾妻鏡』の壇ノ浦の戦いの戦果報告の戦死者、捕虜の中には教経の名はない。このために一ノ谷の戦い後の教経については死亡説、生存説があり、はっきりしない。

### 屋島の戦い

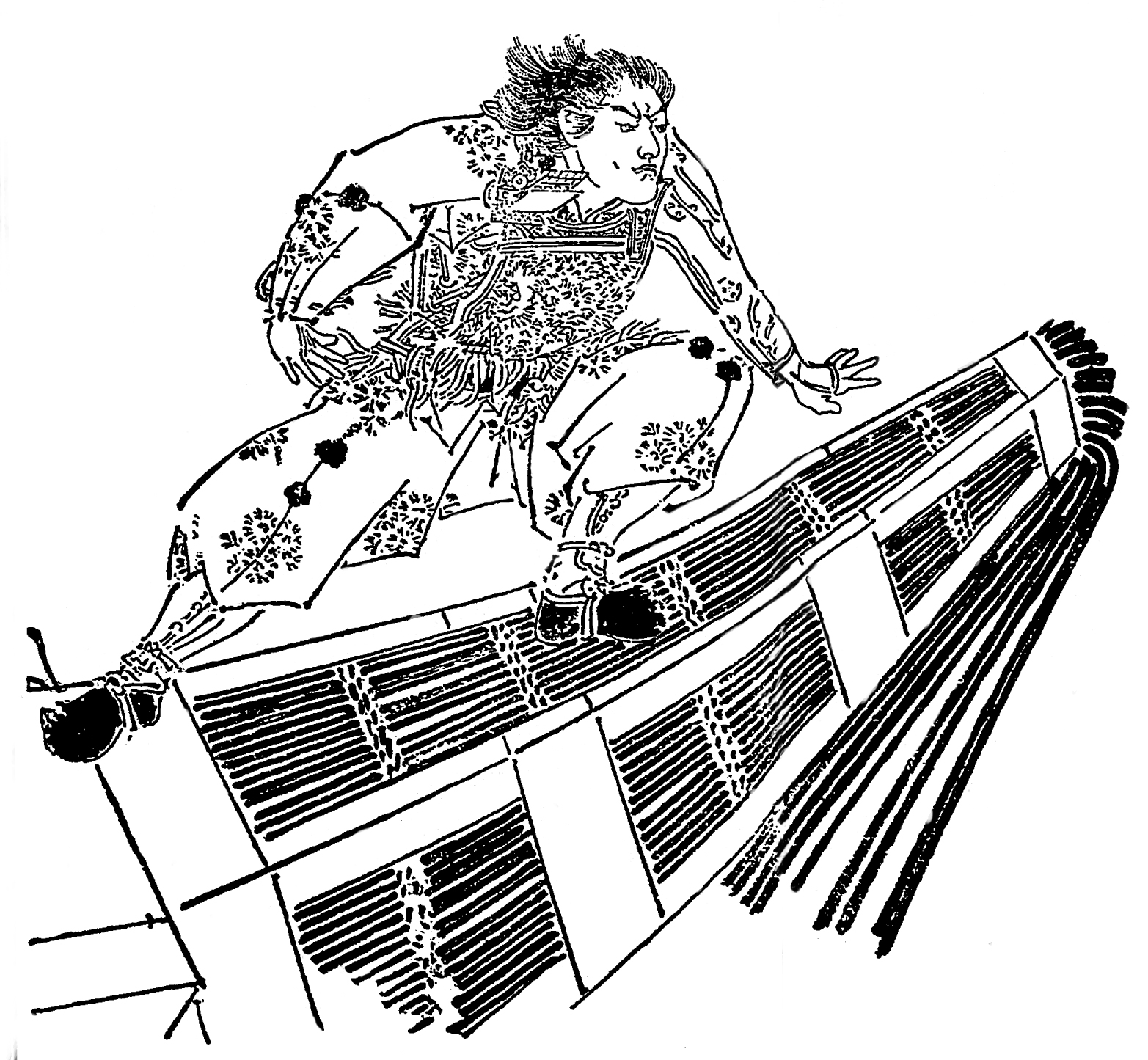
平教経／江戸時代『前賢故実』より。画：菊池容斎

元暦2年（1185年）2月、義経は平家の本営讃岐国屋島へ奇襲をしかけた。平家は屋島を捨てて船で逃げ出すが、義経が意外な寡兵と知って激しい矢戦となった。教経は「舟戦にはやり様があるものだ」と言うと、鎧直垂を着ずに、軽装で戦い、見事な技で敵を射落とし逃すことがなかった。義経の郎党たちが主人を守ろうと矢面に立つが、「そこを退け、雑魚ども」と言うや、さんざんに射て10騎を射落とした。この時、奥州平泉から義経に従っていた佐藤継信、および義経の古株家臣であった鎌田光政を討ち取った。教経の童の菊王丸は継信の首を取ろうと走りよるが、継信の弟・忠信によって射殺されてしまう。菊王丸は亡き兄通盛に仕えていた18歳の若者で、教経は菊王丸の死を悼んで戦をやめてしまった。
平家は屋島を放棄し、知盛の守る長門国彦島へ逃れた。義経は水軍を編成して彦島へ攻めよせる。背後の九州は範頼に制圧されており、既に平家に退路はなくなっていた。

### 壇ノ浦での最期

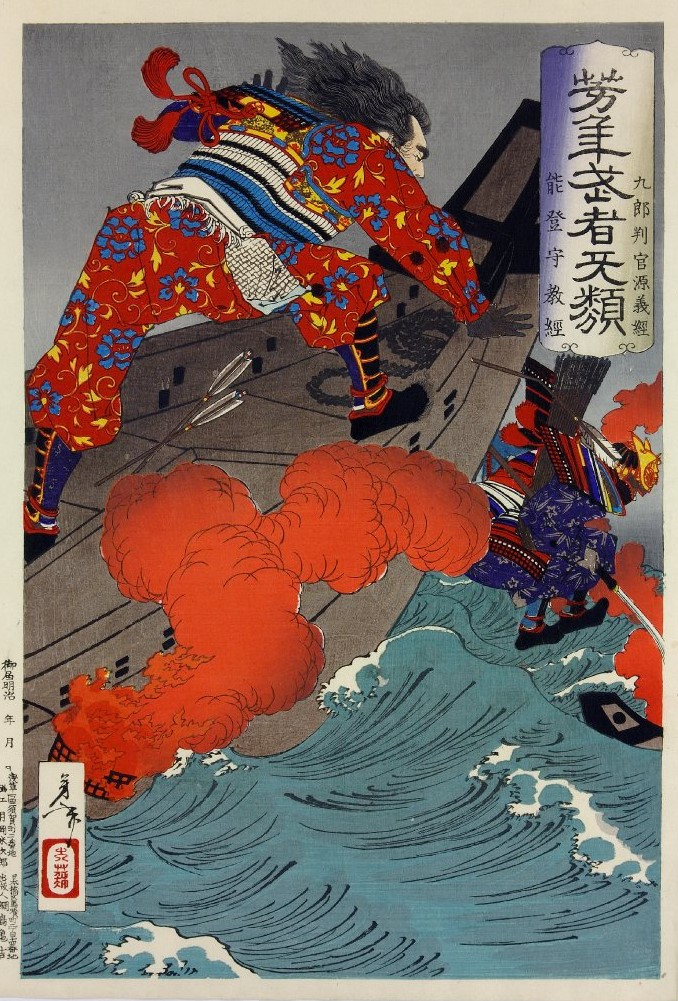
義経を追う教経（左）。月岡芳年画

3月24日、源平最後の決戦である壇ノ浦の戦いが行われた。序盤は舟戦に慣れた平家が優勢だったが、義経の水手・梶取を射る奇策と阿波水軍の裏切りそして潮の流れが反転したことにより、平家の敗北は決定的になった。
覚悟を決め、一門の者たちそして二位尼と安徳天皇が次々と入水する中で、教経はなおもひとり戦い続けた。さんざんに矢を射て坂東武者たちを射落とし、矢が尽きれば、大太刀、大長刀を左右の手に持って、敵を斬りまくった。これを見た知盛は人を使いして「罪つくりなことをするな、よき敵でもあるまい」と伝えた。
「ならば、敵の大将と刺し違えん」と意を決した教経は舟から舟へ乗り移り、敵を薙ぎ払いつつ義経を探した。そして、ようやく義経の舟を見つけて飛び移り、組みかからんとするが、義経はゆらりと飛び上がるや、舟から舟へ八艘彼方へ飛び去ってしまった。有名な義経の八艘飛びである。
早業ではかなわないと思った教経は、今はこれまでと覚悟を決め、その場で太刀を捨て、兜も脱ぎ棄てて仁王立ちし、「さあ、われと思わんものは組んで来てこの教経を生け捕りにせよ。鎌倉の頼朝に言いたいことがある」と大音声を挙げた。兵たちは恐れて誰も組みかかろうとはしなかった。
三十人力で知られた土佐国住人安芸太郎と次郎の兄弟、そして同じく大力の郎党が、生捕って手柄にしようと三人で組みかかった。教経は郎党を海へ蹴り落とすと、安芸兄弟を左右の脇に抱えて締め付け「貴様ら、死出の山の供をせよ」と言うや、兄弟を抱えたまま海に飛び込み戦死した。享年26。

## 生存説
以上は平家物語に記された教経の最期であるが、徳島県祖谷地方の伝説では教経は壇ノ浦で死なず、祖谷に落ち延びてその地で没したと生存説が伝えられている。以下に徳島県・高知県で信じられ、郷土史にも登場するその後の教経について略述する。
安徳天皇ともども、100余騎を引き連れた教経は四国へ落ち延びた。水主村（現在の香川県東かがわ市）にしばらく潜伏した後、山を越えて祖谷山の地に入った教経は、名を幼名の国盛と改めた。教経は祖谷を開拓して御家再興を図ったものの、安徳天皇が9歳で崩じた為、平家再興を断念し祖谷に土着。20年の後に没したという。子孫は阿佐姓（阿佐家住宅）を称し、今も平家の赤旗を伝えているという。

## 関連作品
漫画
- 河村恵利 「ふしぎ野行き」（『清水鏡』（秋田書店）所収）
- 竹宮惠子 『平家落人伝説 まぼろしの旗』（中央公論新社 2004年12月20日初版） 初出「ビッグゴールド」小学館1998年5月号～10月号連載
祖谷平家まつり平成24年9月30日～10月31日のリーフレットにこの漫画のイラスト使用

テレビドラマ
- 『新・平家物語』（1972年、NHK大河ドラマ 演：鷹市太郎）

## 画像集

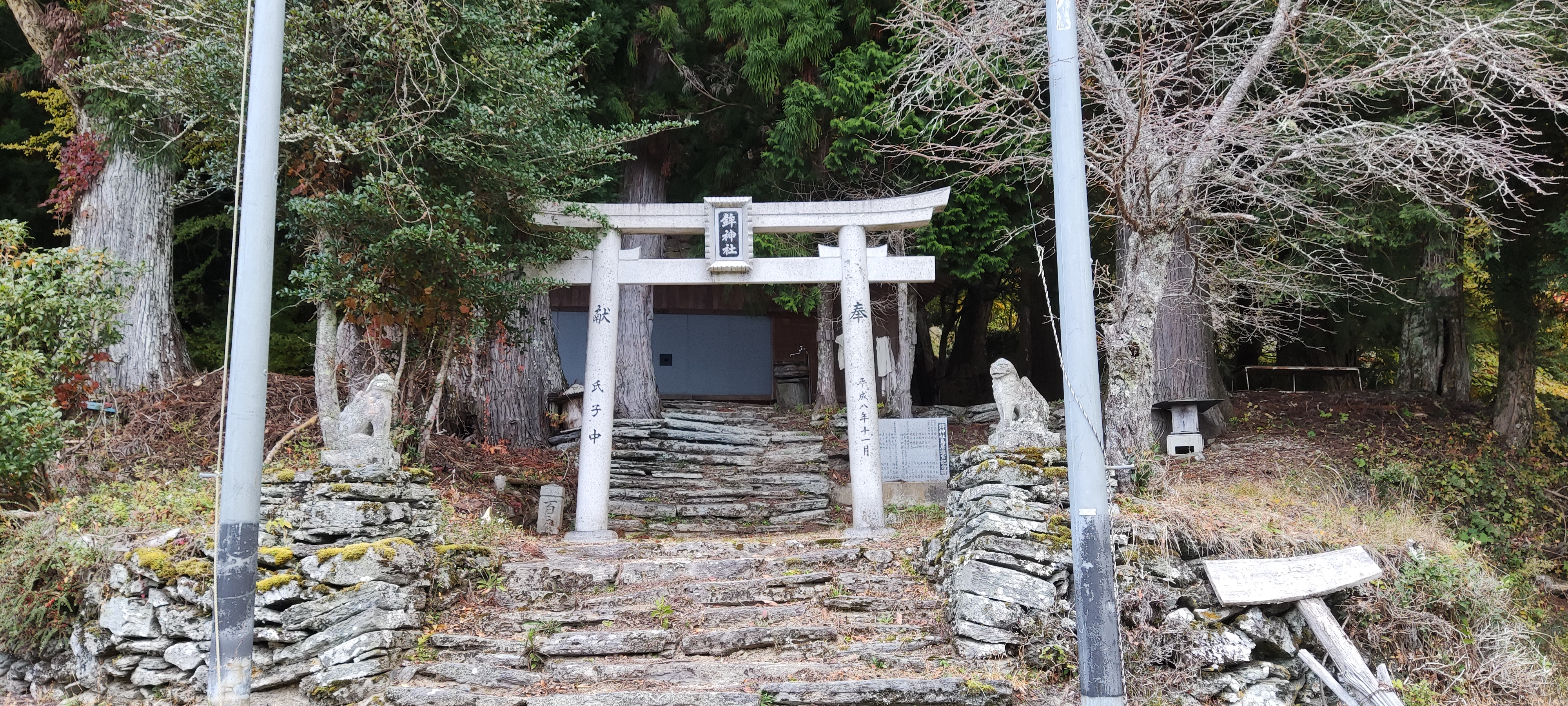
鉾神社（徳島県三好市）（徳島県三好市東祖谷大枝40）
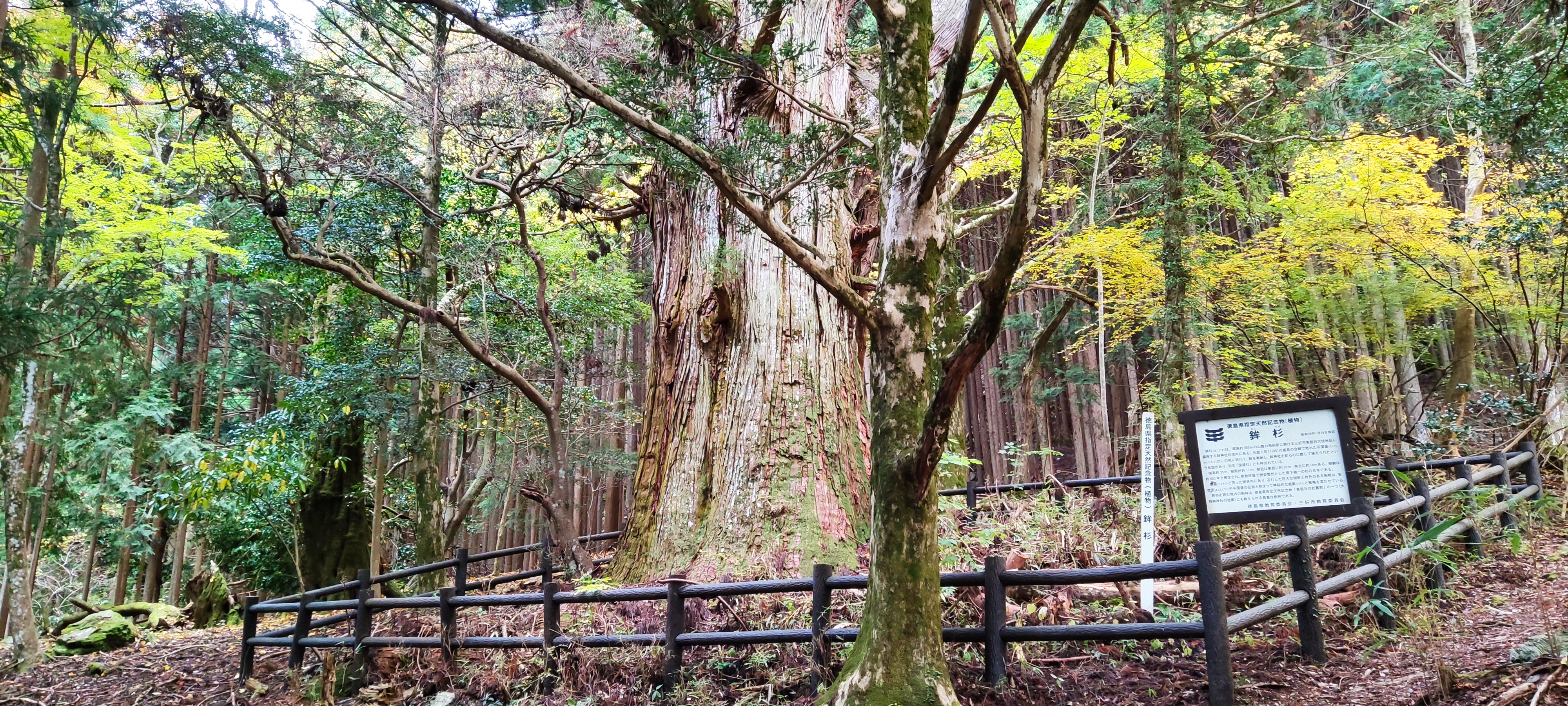
鉾杉（国盛杉）（平国盛が鉾を奉納し、鉾神社を祀るのに際して植えられた伝説あり）
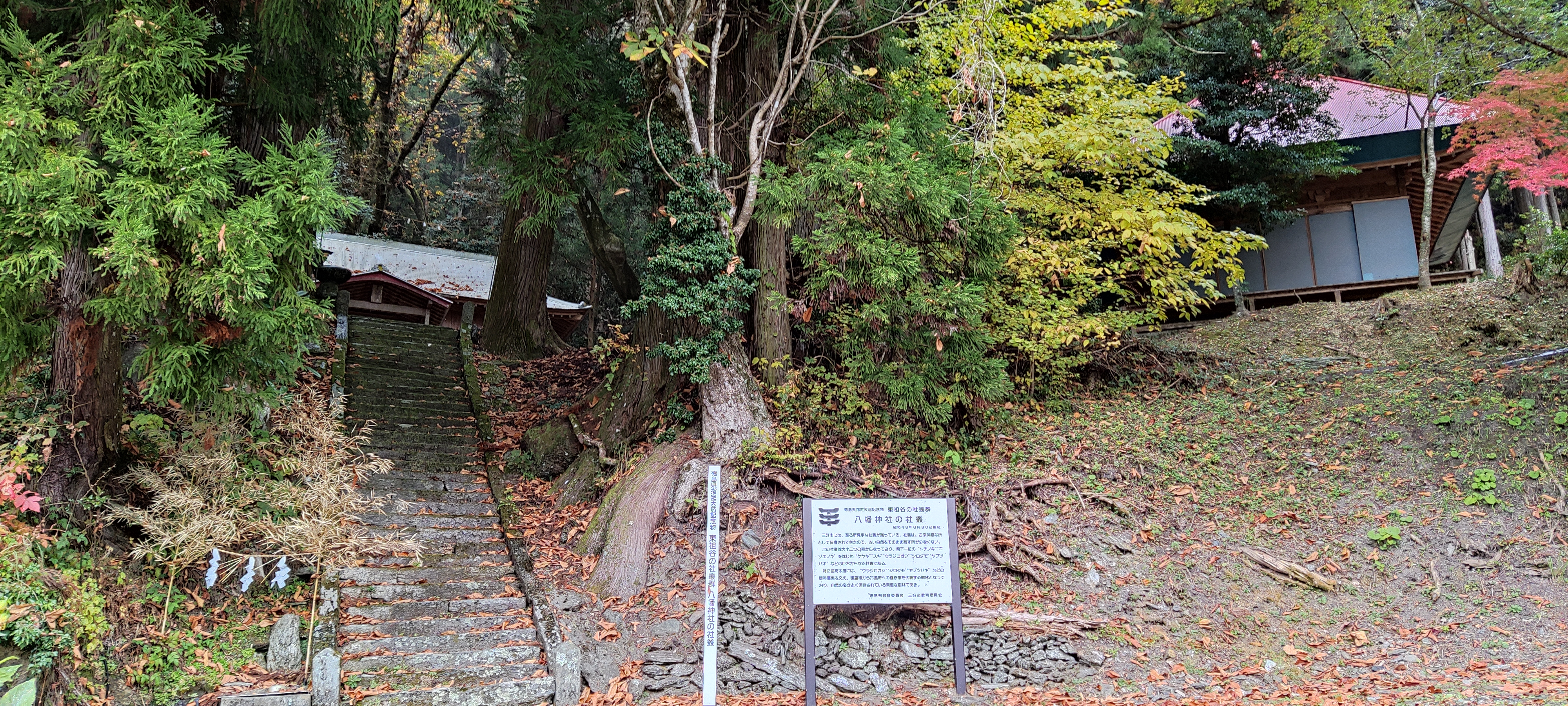
栗枝渡八幡神社（徳島県三好市）（徳島県三好市東祖谷栗枝渡130）
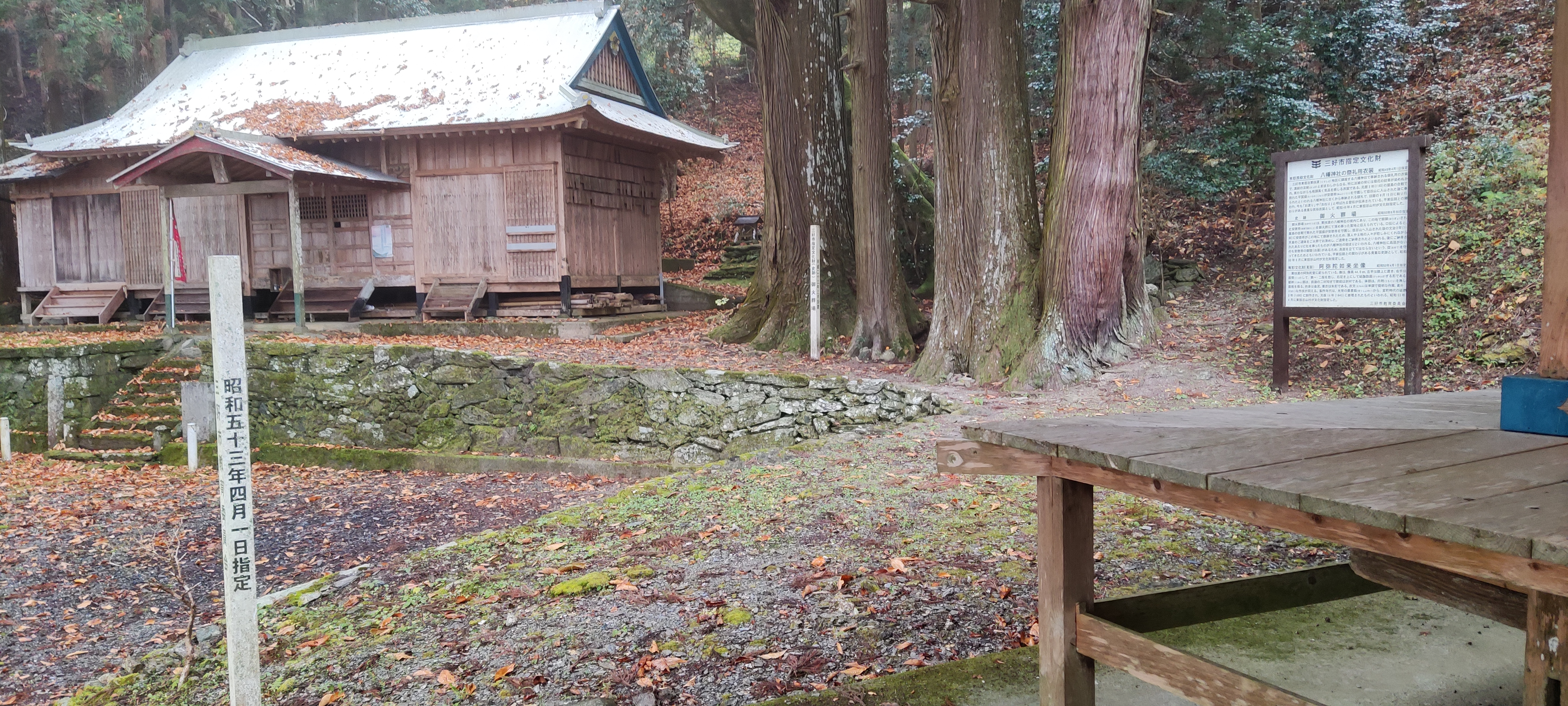
栗枝渡神社＋御火葬場＋阿弥陀堂（安徳帝文治2年（1186）崩御ご納骨された辺りに社を奉った）
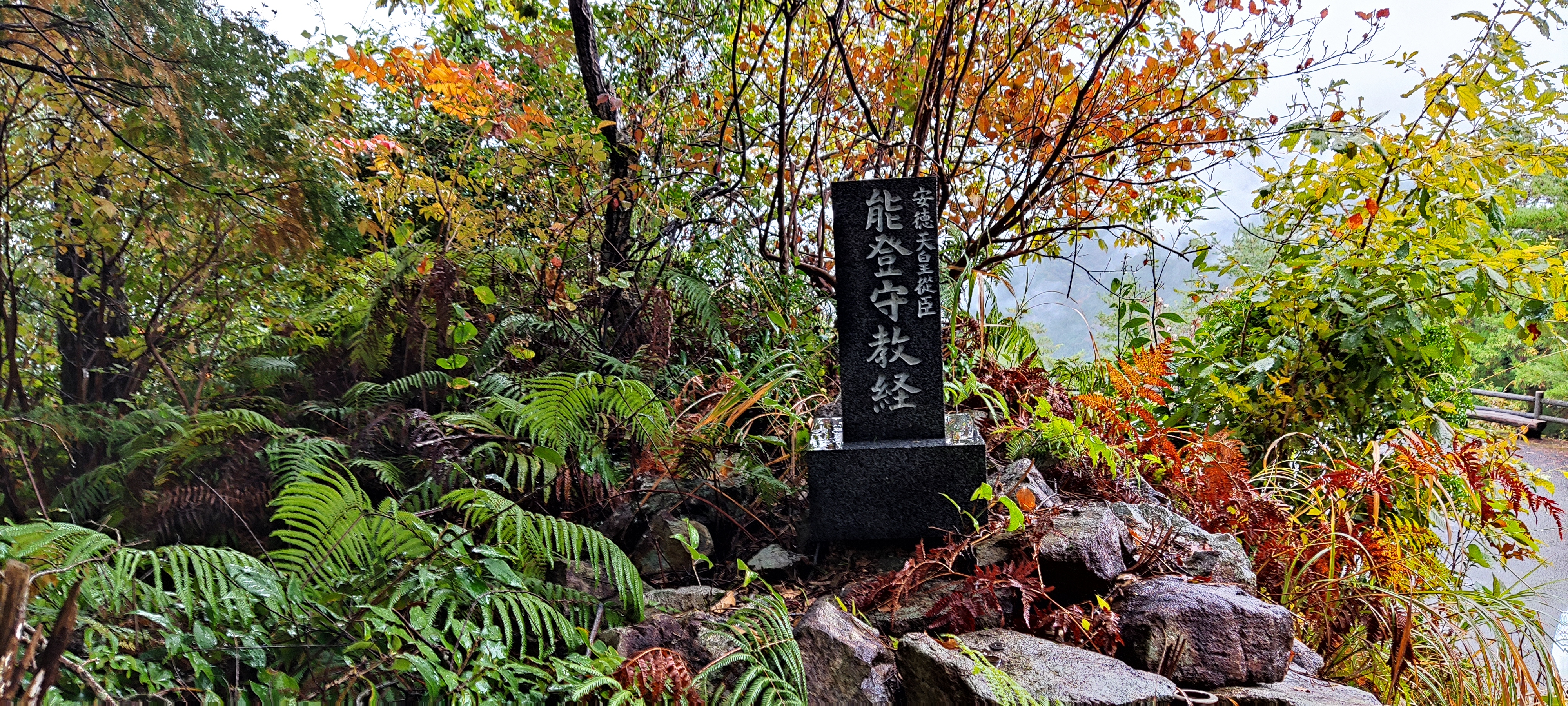
安徳天皇従臣能登守教経石碑（高知県高岡郡越知町越智丁、横倉山第1駐車場横）